# Обінутузумаб
Обінутузумаб (англ. Obinutuzumab, лат. Obinutuzumabum) — синтетичний препарат, який є генно-інженерним моноклональним антитілом до поверхневого антигену B-лімфоцитів CD20. Обінутузумаб застосовується внутрішньовенно. Обінутузумаб розроблений у лабораторії компанії «Genentech», яка є підрозділом компанії «Hoffmann-La Roche», та застосовується у клінічній практиці з 2013 року.

## Фармакологічні властивості
Обінутузумаб — синтетичний лікарський препарат, який є генно-інженерним рекомбінантним гуманізованим (від миші) моноклональним антитілом до поверхневого антигену B-лімфоцитів CD20. Механізм дії препарату полягає у зв'язуванні обінутузумабу із трансмембранним антигеном злоякісних зрілих В-лімфоцитів та як злоякісних, так і не злоякісних пре-В-лімфоцитів, що призводить до активації імунологічних реакції, які спричинюють лізис В-лімфоцитів, але не атакує нормальні зрілі В-лімфоцити та інші нормальні клітини плазми, а також нормальні стовбурові гемопоетичні клітини. Обінутузумаб призводить до лізису В-лімфоцитів також і завдяки механізму антитілозалежної клітинної цитотоксичності.< ref name="compendium.com.ua"/> Обінутузумаб застосовується для лікування хронічного лімфолейкозу, частіше в комбінації з хлорамбуцилом або бендамустином, при неефективності або при неможливості застосування флударабіну. Обінутузумаб також схвалений у США для лікування фолікулярної лімфоми у комбінації з бендамустином при неефективності попереднього лікування ритуксимабом. У клінічних дослідженнях обінутузумаб виявив вищу ефективність у лікуванні хронічного лімфолейкозу в порівнянні з іншими моноклональними антитілами, зокрема офатумумабом та ритуксимабом, а також ефективнішим за ритуксимаб у лікуванні фолікулярної лімфоми.

### Фармакокінетика
Обінутузумаб швидко розподіляється в організмі після внутрішньовенного введення. Біодоступність препарату становить 100 %. Обінутузумаб проникає через плацентарний бар'єр та виділяється в грудне молоко. Дані про метаболізм препарату та шляхи виведення з організму відсутні. Період напіввиведення препарату з організму становить 26,4—36,8 діб (варіює відносно гематологічного діагнозу), і цей час не змінюється при печінковій та нирковій недостатності, а також у хворих різних вікових груп.

## Показання до застосування
Обінутузумаб застосовується при хронічному лімфолейкозі при неефективності попереднього лікування флударабіном, та фолікулярної лімфоми у комбінації з бендамустином при неефективності попереднього лікування ритуксимабом.

## Побічна дія
При застосуванні обітузумабу найчастішими побічними ефектами є лейкопенія, тромбоцитопенія, анемія, гарячка, кашель, нудота, діарея, інфузійні реакції. Іншими побічними ефектами препарату є:
- Алергічні реакції та з боку шкірних покривів — свербіж шкіри, нічний гіпергідроз, екзема, алопеція.
- З боку травної системи — диспепсія, запор, коліт, геморой.
- З боку нервової системи та органів чуттів — гіперемія очей, депресія
- З боку серцево-судинної системи — артеріальна гіпертензія, фібриляція передсердь, серцева недостатність.
- З боку опорно-рухового апарату — біль у спині, біль у кінцівках, біль у грудній клітці, біль у кісках, біль у суглобах.
- З боку дихальної системи — закладеність носа, нежить, синусит.
- З боку сечостатевої системи — дизурія, нетримання сечі.
- Інфекційні ускладнення — грип, герпетичні висипання, кандидоз ротової порожнини, інфекції верхніх та нижніх дихальних шляхів, інфекції сечовидільних шляхів, реактивація латентних інфекцій (у тому числі прогресуючої мультифокальної лейкоенцефалопатії або гепатиту B).
- Інші побічні ефекти — синдром лізису пухлини, збільшення концентрації сечової кислоти в крові, болючість при пальпації лімфатичних вузлів, поява плоскоклітинної карциноми шкіри.

## Протипокази
Обінутузумаб протипоказаний при застосуванні при підвищеній чутливості до препарату, важких порушеннях функції нирок, вагітності та годуванні грудьми, активації хронічних інфекцій, особам віком до 18 років.

## Форми випуску
Обінутузумаб випускається у вигляді концентрату для приготування розчину для ін'єкцій із вмістом діючої речовини 1,0 г у флаконі по 40 мл.